# Banco BBA
O Banco BBA foi um banco de investimentos fundado em São Paulo por Fernão Carlos Botelho Bracher e Antonio Beltran Martinez em São Paulo, em parceria com o austríaco Creditanstalt em 1988. Em 2002, seu controle passou a ser do Banco Itaú Holding Financeira (hoje Itaú Unibanco) após um negócio de R$ 3,3 bilhões, que intitulou a nova empresa Itaú BBA.
Sendo um "banco de atacado", o foco do Itaú BBA está basicamente em clientes com grandes fortunas ou corporações.